# 狄托的仁慈
《狄托的仁慈》（義大利語：La clemenza di Tito），目录第621號，是莫扎特为庆祝利奥波德二世登基而创作的一部二幕正歌剧，卡泰里诺·马左拉（Caterino Mazzolà）作词。它完成于《魔笛》之后，是莫扎特的最后一部歌剧，1791年9月6日在布拉格的城邦劇院首演。在莫扎特死后，这部歌剧还流行了好几年。

## 外部連結
- 《狄托的仁慈》：谱子和报道（德语），《莫扎特全集》
- 《狄托的仁慈》：国际乐谱典藏计划上的乐谱
- 剧本 （页面存档备份，存于）